# اچ‌ام‌اس جکال (اف۲۲)
اچ‌ام‌اس جکال (اف۲۲) (به انگلیسی: HMS Jackal (F22)) یک کشتی است که طول آن ۳۵۶ فوت ۶ اینچ (۱۰۸٫۶۶ متر) می‌باشد. این کشتی در سال ۱۹۳۸ ساخته شد.